# 7766 Йододайра
7766 Йододайра (7766 Jododaira) — астероїд головного поясу, відкритий 23 січня 1991 року.
Тіссеранів параметр щодо Юпітера — 3,201.